# Sumu-epuh

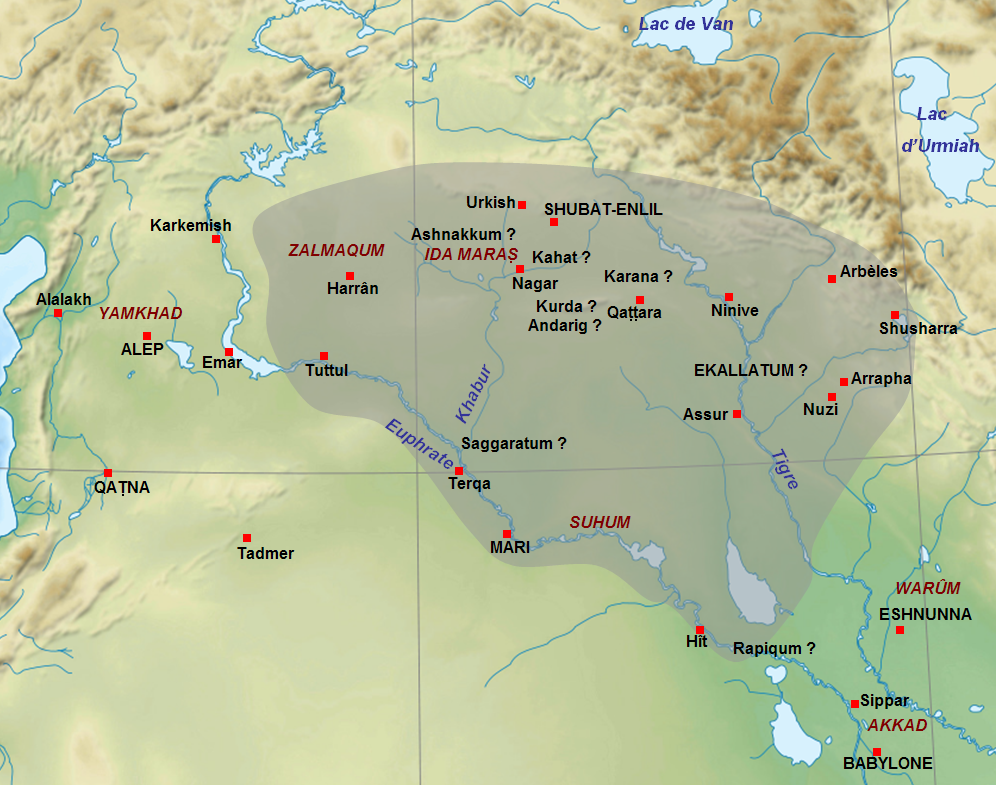
Mapa z zasięgiem terytorialnym królestwa Szamszi-Adada I (1814-1782 p.n.e.). Od zachodu jego państwo graniczy z Jamhadem.

Sumu-epuh – amorycki król syryjskiego państwa Jamhad panujący ok. 1809-1780 p.n.e., współczesny rządzącym w Mari władcom Jahdun-Limowi i Jasmah-Adadowi, ojciec Jarim-Lima I. Zapoczątkował dynastię, która rządzić miała z miasta Halab (współczesne Aleppo) przez kolejne 200 lat.
Toczył wojnę z asyryjskim królem Szamszi-Adadem I (1814-1782 p.n.e.), zdobywając jedną z jego twierdz. Stosunki pomiędzy obu królestwami pogorszyły się jeszcze bardziej po przejęciu przez Szamszi-Adada I kontroli nad Mari. Sam władca Mari – Zimri-Lim znalazł schronienie u Sumu-epuha, a także poślubił jedną z jego córek. Po odzyskaniu władzy między Mari, a Jamhad panowały przyjazne stosunki.